# Горбачов Олександр Васильович
Олекса́ндр Васи́льович Горбачо́в (народився 4 лютого 1971) — старшина Збройних сил України, 57-а окрема мотопіхотна бригада.

## З життєпису
На виборах до Кіровоградської обласної ради 2015 року балотувався від Всеукраїнського об'єднання «Свобода». На час виборів проживав у Кропивницькому, був безробітним.
Член громадської організації «Кіровоградська міська організація захисників Вітчизни „Бойове братство“».

## Нагороди
- Орден «За мужність» III ступеня (27 червня 2015 року) — За особисту мужність і героїзм, виявлені у захисті державного суверенітету та територіальної цілісності України, вірність військовій присязі під час російсько-української війни.
- Відзнака Президента України — ювілейна медаль «25 років незалежності України» (2016).[2]